# Évènements du Sanwi
Les Événements du Sanwi se réfèrent à une tentative émanant d'une région située à l'est de la Côte d'Ivoire, le Royaume du Sanwi, visant à faire sécession vis-à-vis de l'État ivoirien. Ils se réfèrent également à la répression de cette initiative.

## Historique
À partir de 1830, l’amiral français Édouard Bouët-Willaumez, qui navigue régulièrement dans la région signe plusieurs contrats commerciaux avec des chefs locaux. Le 4 juillet 1843, le lieutenant de vaisseau Fleuriot de Langle pénètre dans la lagune d’Aby et conclut un traité de protectorat avec Amatifou, neveu et héritier du roi du Sanwi (connu sous le nom d'Amon N'Douffou II après son accession au trône). Il s'agit du premier traité de cette nature dans la région. 
Plus tard, en 1959, alors que la Côte d'Ivoire non indépendante est membre de la Communauté franco-africaine, un litige foncier survient entre Agnis et Ehotilés. Le roi du Sanwi invoquant le traité de protectorat du 4 juillet 1843, exige que le gouvernement ivoirien reconnaisse l'intégrité de son royaume. Devant le refus des autorités ivoiriennes, le roi de Sanwi s'adresse au gouvernement français, afin d'obtenir de sa part, l'indépendance vis-à-vis de la Côte d'Ivoire. Cette démarche sécessionniste est sévèrement réprimée et aurait fait selon certaines sources environ 2500 morts, bilan sujet à controverses.
En 1962, le mouvement de libération du Sanwi - dont les dirigeants sont en exil au Ghana et sont présumés être soutenus par Kwame N'Krumah - saisit l'OUA puis l'ONU à plusieurs reprises pour demander l'indépendance de ce territoire. À la chute de Kwame N'Krumah en 1966, les principaux dirigeants du mouvement sont arrêtés et livrés aux autorités ivoiriennes. Une nouvelle revendication est exprimée en 1969 lorsque la Côte d'Ivoire reconnaît la sécession du Biafra au Nigéria. Les porteurs de cette revendication sont arrêtés puis, un an plus tard, finalement libérés.